# Kosor (Czarnogóra)
Kosor (cyr. Косор) – wieś w Czarnogórze, w gminie Podgorica. W 2011 roku liczyła 45 mieszkańców.